# Kodō
Kodō (鼓童?) è un gruppo musicale di percussionisti di tamburi taiko. Il gruppo ha sede all'Isola di Sado, in Giappone, e ha avuto un ruolo molto importante nella promozione e diffusione della conoscenza del taiko e delle sue possibilità sonore in Giappone e all'estero. In giapponese la parola "Kodō" esprime due significati: "battito del cuore" inteso quale fonte primaria di tutti i ritmi oppure "bambini dei tamburi”.

## Strumenti e repertorio
Sebbene i taiko siano gli strumenti fondamentali degli spettacoli di Kodō, anche altri strumenti tradizionali giapponesi sono spesso utilizzati nei concerti, quali il fue e lo shamisen, che accompagnano danze e canti tradizionali sulla scena.
Il repertorio di Kodō comprende pezzi basati sui ritmi tradizionali propri della regione di provenienza, partiture composte appositamente per il gruppo da compositori contemporanei e brani elaborati dai membri stessi di Kodō. Dal loro debutto al Festival di Berlino nel 1981 ad oggi Kodō ha realizzato circa 4.000 spettacoli; Kodō trascorre circa un terzo dell'anno in tour all'estero, un terzo in tour in Giappone e i rimanenti mesi a Sado impegnati nella ricerca musicale e nella preparazione di nuovi pezzi.

## Storia
Il gruppo musicale Kodō si è costituito nel 1981 e ha debuttato nello stesso anno al Philharmonie Berlin. 

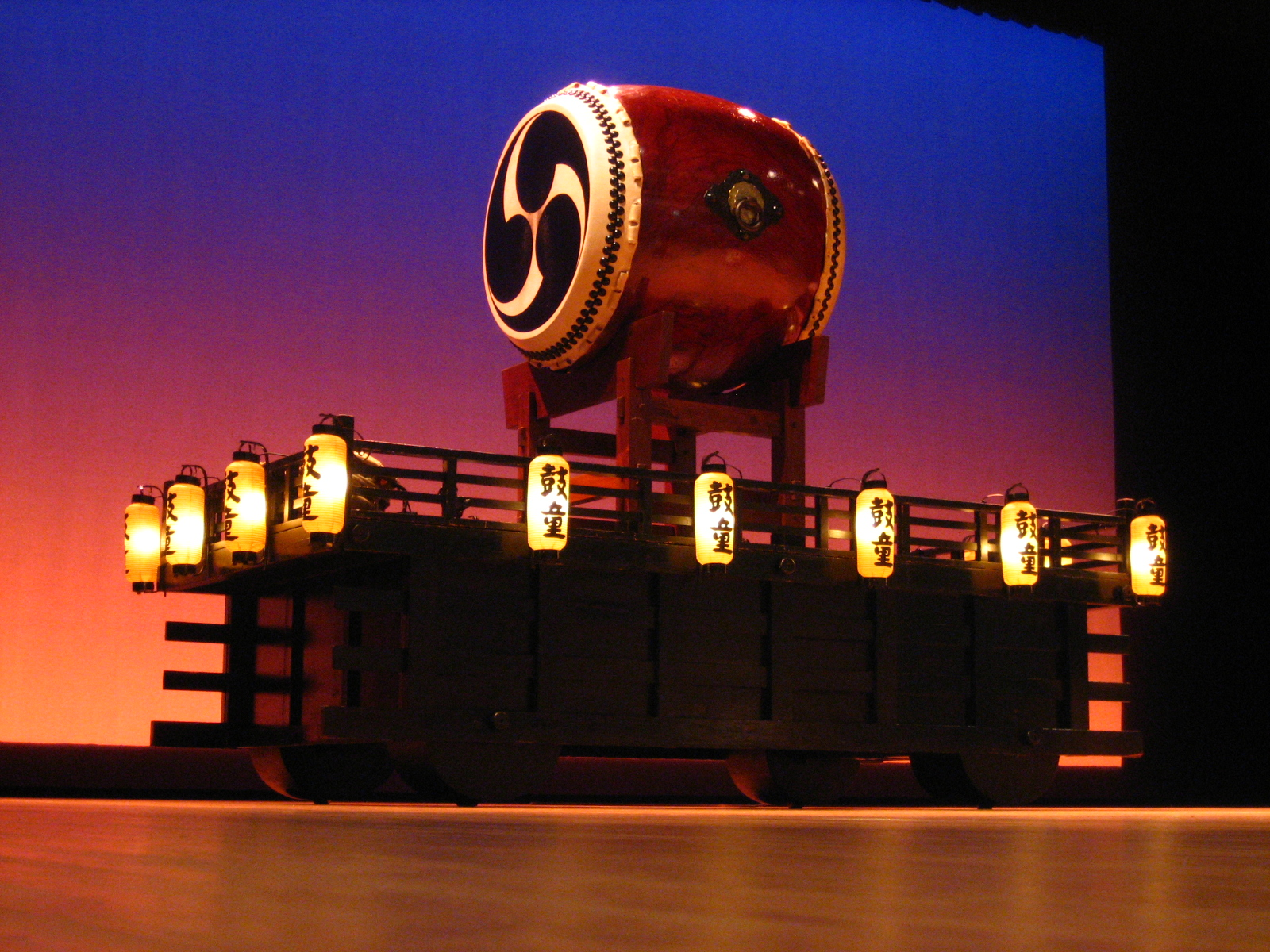
Tamburo Taiko suonato da Kodo

Kodō è stata talvolta considerata, erroneamente, la nuova denominazione del gruppo percussionistico taiko Ondekoza, fondato nel 1971. Certamente Kodō fu costituito da alcuni membri del complesso Ondekoza, ma il leader di Ondekoza, Den Tagayasu, aveva già abbandonato il complesso e anche uno dei principali artisti Eitetsu Hayashi abbandonò il gruppo poco dopo la sua fondazione. Tagayasu continuò ad utilizzare il nome “Ondekoza” per il proprio nuovo gruppo e chiese al complesso di Sadō di cambiare nome. Fu Hayashi, poco prima di abbandonare il gruppo per suonare come solista, a suggerire il nome di "Kodō". Hayashi formulò il nome basandosi sul duplice significato della parola in giapponese; il primo "bambini dei tamburi" alludeva all'immagine di una mamma che canta una ninna-nanna per addormentare i suoi bambini. Il secondo significato “battito del cuore" paragonava il suono del taiko al battito del cuore percepito dal nascituro ancora nel ventre della mamma.
Con la costituzione del nuovo gruppo, alcune importanti impostazioni della direzione di Den Tagayasu permangono: l'orientamento ad una intensa preparazione fisica e atletica, l'interesse per le forme artistiche popolari, la condivisione tra i membri delle attività della vita quotidiana e il legame con la comunità locale. L'organizzazione e la disciplina si fanno meno ascetiche; sono consentiti radio, televisione, giornali e sono ammesse relazioni tra i membri del gruppo.
Il complesso Kodō spese buona parte dei primi 7 anni in tour in Europa, Giappone e Nord e Sud America nonché in oriente. Nel 1988 fondò il Kodō village sull'isola di Sado e inaugurò la prima edizione della Cerimonia della terra, il festival internazionale delle arti che si tiene annualmente a cura dell'amministrazione di Sado e della Fondazione culturale Kodō.
Il festival dura tre giorni e rappresenta l'evento culturale e musicale di grande importanza per l'isola ed è una manifestazione sovra-regionale di grande richiamo in quanto vengono chiamati artisti e gruppi da tutto il mondo, per gli spettacoli ma anche per scambio culturale e confronto aperto alle comunità di Sado ai fini della diffusione e sostegno della musica etnica.
Nel 1989, il complesso organizzò il primo workshop percussionistico conosciuto come Kodō Juku che comprende attività di coordinamento e costruzione di intesa nel gruppo e l'introduzione all'esecuzione di brani con il taiko. Questi workshop si svolgono tuttora in 4 edizioni l'anno e non necessitano di alcun prerequisito di pratica percussionistica. La Fondazione culturale Kodō, non-profit, fu costituita nel 1997 e nel 2000 fu fondata in nord America la Kodō Arts Sphere America, associazione per la diffusione della conoscenza della musica percussionistica taiko.

## Fama

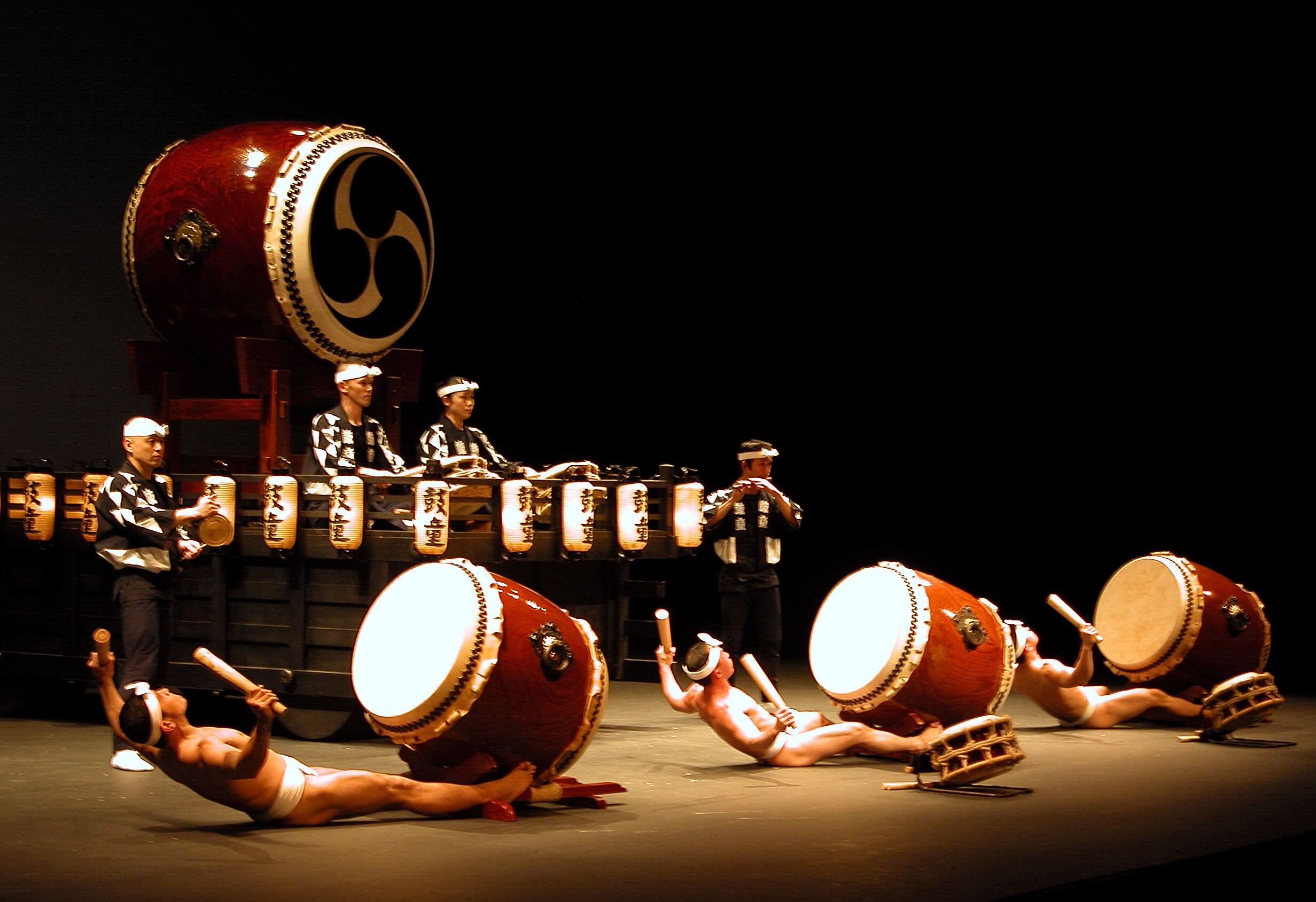
Performance 2007del brano Yatai-bayashi. I 3 artisti che suonano il chu-daiko indossano il fundoshi e l'hachimaki

Kodō è senza dubbio il complesso percussionistico di taiko più conosciuto e stimato ed è considerato ambasciatore delle performance di taiko al di fuori dei confini del Giappone. Una delle componenti della notorietà di Kodō deriva dall'impegno dedicato alla formazione dei percussionisti che include, oltre alla abilità musicali specifiche, la preparazione atletica con corse di lunga distanza due volte al giorno. Un report sulla formazione di Kodō del 1989 informa che la preparazione ginnica è stata ridimensionata ma che è ancora inclusa in una programmazione che prevede che i membri di Kodō corrano per 10 chilometri ogni mattina.
Durante gli spettacoli, gli artisti indossano spesso solamente un perizoma denominato fundoshi e una fascia fermacapelli annodata, l'hachimaki. Un foglio informativo distribuito dagli stessi Kodō riporta che l'uso del fundoshi aiuta l'esecutore a concentrarsi sulle proprie energie durante l'esibizione mentre l'hachimaki, oltre alla funzione estetica, serve ad assorbire il sudore. Altri rilevano che l'uso del fundoshi esprime una componente decisamente maschile dell'interpretazione artistica di Kodō. A seguito dello spettacolo alle Olimpiadi del 1984, Mark Swed del Los Angeles Herald scrisse, "la muscolatura dorsale bagnata di sudore di un percussionista vestito unicamente di un perizoma brilla mentre percuote il grande o-daiko (taiko di grandi dimensioni) con massicci battenti in una esecuzione che è tanto musicale quanto atletica".

## Organizzazioni collegate
Ci sono 3 organizzazioni che gestiscono le attività di Kodō. Kitamaesen è la società che gestisce i tour e i compensi degli artisti e dei collaboratori.
Otodaiku è la società che gestisce i diritti d'autore relativi alle registrazioni e agli spettacoli e la produzione e vendita di strumenti musicali.
Le attività non imprenditoriali, quali quella del “Taiko center” Sado Island Taiko Center (佐渡太鼓体験交流館?, Sado Taiko Taiken Kōryūkan) sono organizzate dalla “Fondazione culturale Kodō".

## Villaggio Kodō
Il Villaggio Kodō è costituito da un complesso di edifici destinato allo staff organizzativo e allo staff artistico e costituisce la sede del gruppo. Il villaggio è situato a Ogi, nella parte meridionale dell'isola di Sado La costruzione degli edifici iniziò alla metà degli anni 80. Il primo fabbricato fu completato nel 1988 e nel 1992 furono completati la sala prove e gli edifici residenziali. Inizialmente il concetto di villaggio di comunità fu proposto da Den Tagayasu, prima del suo abbandono del gruppo; era sua intenzione promuovere una sorta di accademia per la formazione di artigiani e di artisti delle arti performative. Successivamente Toshio Kawauchi  modificò il progetto finalizzandolo ad una maggiore integrazione con le comunità di Sado. Prima della costruzione del “Villaggio Kodō”, il gruppo aveva affittato una scuola in disuso quale proprio spazio per le prove e attività di formazione. Inoltre il villaggio era spesso utilizzato per migliorare le relazioni con i residenti dell'isola, supportare le attività connesse con l'organizzazione del festival internazionale “Cerimonia della Terra”.

## Riconoscimenti
Kodō ha ricevuto il premio MIDEM Music Video (Long Form) al terzo festival internazionale di video musica di Cannes nel 1994, e il premio del Ministero degli esteri giapponese per il contributo culturale fornito attraverso il festival la  “Cerimonia della Terra”.   Inoltre gli è stato assegnato nel 2012 il premio Matsuo Performing Arts Award per la musica.

## Componenti di Kodō
A marzo 2018, Kodō è composto da 32 artisti (23 uomini e 9 donne), oltre a 28 persone di staff, impiegate nelle due società  “Kitamaesen” e “Otodaiku”. La Fondazione culturale Kodō impiega uno staff di 12 persone. Considerando anche gli allievi, i praticanti e i collaboratori a part-time complessivamente circa 100 persone sono impiegate a vario titolo in Kodō e nelle attività correlate. Gli allievi che studiano per diventare percussionisti taiko, trascorrono 2 anni a Sado in corso residenziale condividendo studio e vita di comunità. Al termine del biennio e dopo una selezione, gli allievi trascorrono un ulteriore anno di formazione e tirocinio come membri junior al termine del quale possono partecipare alla selezione per diventare membri effettivi di Kodō. Inizialmente, i membri di Kodō vivevano una vita di comunità all'interno della struttura appositamente edificata. Attualmente solo i giovani fanno vita comunitaria al Kodō village, mentre i membri senior risiedono nei comuni dell'isola.

## Discografia
| Date | English                                 | Japanese                                    | Notes                                         |
| ---- | --------------------------------------- | ------------------------------------------- | --------------------------------------------- |
| 1985 | Heartbeat Drummers of Japan             |                                             |                                               |
| 1988 | Ubu-Suna                                | 産土 (うぶすな)                             |                                               |
| 1989 | Blessing of the Earth                   |                                             |                                               |
| 1990 | Irodori                                 | 彩                                          | Premio Disco d’oro musica classica giapponese |
| 1991 | Gathering                               |                                             |                                               |
| 1991 | Mono-Prism                              | モノプリズム                                |                                               |
| 1992 | Kaiki                                   | 回帰                                        |                                               |
| 1993 | Best of Kodo                            |                                             |                                               |
| 1994 | Nasca Fantasy                           | ナスカ幻想                                  | con Isao Tomita                               |
| 1995 | In trappola                             | ハンテッド                                  | Colonna sonora originale del film             |
| 1995 | Kodo Live at the Acropolis              | 鼓童~アクロポリス・ライブ~                  |                                               |
| 1996 | Ibuki                                   | いぶき                                      |                                               |
| 1998 | Against                                 |                                             |                                               |
| 1999 | Sai-Sō: The Remix Project               | 再創                                        |                                               |
| 1999 | Ibuki Remix                             | 再創~“いぶき”・リミックス・アルバム         |                                               |
| 1999 | Warabe                                  | 童                                          |                                               |
| 1999 | tsutsumi                                | 鼓                                          |                                               |
| 2000 | Tataku: The Best of Kodo II (1994–1999) |                                             |                                               |
| 2001 | Mondo Head                              | モンド・ヘッド                              |                                               |
| 2002 | FIFA 2002 World Cup Official Anthem     |                                             |                                               |
| 2003 | Hero                                    |                                             | Colonna sonora del film                       |
| 2004 | Sadoe – One Earth Tour Special          | 佐渡へ~鼓童ワン・アース・ツアー スペシャル~ |                                               |
| 2005 | prism rhythm                            |                                             |                                               |
| 2011 | Akatsuki                                |                                             |                                               |
| 2014 | Mystery                                 | 神秘                                        |                                               |